# Cuore scatenato
Cuore scatenato è un film italiano del 2003 diretto da Gianluca Sodaro.

## Trama
In un paesino sperduto della Sicilia, abitato da cicale, zecche e serpenti taglienti, quello che fa di un uomo un "vero uomo" è il suo onore, che deve essere difeso dagli insulti e dalle malignità della gente. Una delle peggiori umiliazioni per un uomo è essere tradito dalla moglie: in questa situazione sopporta una vergogna tale da avere tutti gli occhi puntati addosso. Perciò si usa dire che "le sue corna gli stanno spuntando in testa".